# Salvatore Cambosu
Salvatore Cambosu (Orotelli, 5 gennaio 1895 – Nuoro, 21 novembre 1962) è stato uno scrittore e giornalista italiano.
È considerato uno dei maggiori elementi della corrente letteraria neorealista sarda, sviluppatasi in Sardegna negli anni cinquanta del secolo scorso, insieme ad altri scrittori come Giuseppe Fiori, Maria Giacobbe, Paride Rombi, Albino Bernardini.

## Biografia
Figlio di Gavino Cambosu (zio materno di Grazia Deledda) e Grazia Nieddu, Salvatore Cambosu crebbe in una numerosa famiglia di estrazione agropastorale. A Orotelli frequentò le prime classi elementari, continuando poi gli studi a Nuoro dove conseguì il diploma di maturità classica e il diploma di maestro elementare. Successivamente frequentò le università di Padova e di Roma, senza mai laurearsi. Come maestro delle scuole elementari insegnò in vari paesi del nuorese nonché nel suo paese natale dove fu anche amministratore comunale.
Rientrato in Sardegna si stabilì a Cagliari, dove iniziò a collaborare con vari giornali come Il Messaggero, il Corriere d'Italia, Il Popolo Romano, l'Unione Sarda; con quest'ultimo pubblicherà, nel 1934, il suo romanzo a puntate Il carro, apparso postumo nel 1992 con il titolo Lo sposo pentito. Nella città capoluogo si inserì attivamente nella vita culturale e politica,  animata in quegli anni da intellettuali come Sebastiano Dessanay, Michelangelo Pira, Francesco Masala.
Fu insegnante di lettere e latino alle scuole medie, dove ebbe come allieva una allora giovanissima Maria Lai, con la quale poi, negli anni a venire instaurò un profondo rapporto d'amicizia e di rigore poetico tanto da influenzare l'artista in tutto il suo percorso creativo.
Il suo primo romanzo è Lo zufolo, pubblicato a Bologna nel 1932 dalla casa editrice La festa, definito da Grazia Deledda come un poemetto in prosa.
Nel dopoguerra collaborò attivamente con vari quotidiani come La Nuova Sardegna, Il Tempo, L'Avvenire d'Italia, Il Giornale d'Italia, e poi ancora per l'Unione Sarda e con riviste come Il Politecnico di Elio Vittorini, Il Mondo, Nord e Sud, Ichnusa, Quadrivio, Il Ponte, L'Illustrazione Italiana, La Chimera.
Nel 1954 pubblicò la sua opera più importante, Miele amaro, composita raccolta di materiale storico, etnologico e poetico sulla Sardegna, definita da intellettuali del tempo come «il fatto più importante della cronaca letteraria sarda degli ultimi dieci anni» (Antonio Pigliaru), giudizio più volte ribadito da altri, anche fuori della Sardegna, e da ultimo confermato da Giulio Angioni, che ne dilata il valore nel tempo a venire.
È del 1955 il reportage Il Suparamonte di Orgosolo, inchiesta giornalistica sul banditismo sardo.
Nel 1957 esce Una stagione ad Orolai, segnalato dalla giuria nel Premio Grazia Deledda nel 1954.
Negli anni successivi pubblica Racconti, Il Supramonte di Orgosolo, Lo sposo pentito, Due stagioni in Sardegna, I racconti e L'anno del campo selvatico: il quaderno di Don Demetrio Gunales.
Fu un giornalista molto produttivo e impegnato, attento osservatore della realtà isolana e profondo conoscitore delle tradizioni della sua terra.

## Opere
- Lo zufolo, Bologna, La festa, 1932
- Il carro, Cagliari, L'Unione Sarda, 1934
- Miele amaro, Firenze, Vallecchi, 1954
- Il Supramonte di Orgosolo, Firenze, Vallecchi, 1955
- Una stagione a Orolai, Milano, Istituto di Propaganda Libraria, 1957
- Racconti, Nuoro, Istituto Superiore Regionale Etnografico, 1984
- Due stagioni in Sardegna, (a cura di B. Rombi), Genova, Marietti, 1992
- Lo sposo pentito, (a cura di B. Rombi), Nuoro, Il Maestrale, 1992
- I racconti, (a cura di P. Maninchedda), Nuoro, Il Maestrale, 1996
- L'anno del campo selvatico, Il quaderno di don Demetrio Gunales, (a cura di U. Collu), Nuoro, Ilisso, 1999
- Miele amaro, racconti dettati a Maria Lai, Cagliari, AD, 2001

## La Fondazione
Nel 2007 è stata istituita la Fondazione "Salvatore Cambosu", con la partecipazione della Regione Sardegna e del Comune di Orotelli. Tra gli obiettivi statutari della Fondazione, rientrano quelli di promuovere iniziative e attività volte a far conoscere il pensiero e le opere dello scrittore, organizzare studi, convegni, seminari, mostre per promuovere il messaggio culturale, storico e umano di Salvatore Cambosu. Inoltre la Fondazione ha promosso l'istituzione di un museo intitolato a Salvatore Cambosu, nella sua casa a Orotelli e, in collaborazione con l'Amministrazione Comunale di Orotelli, un premio biennale intitolato allo scrittore.